# Unforgettable (노래)
Unforgettable은 어빙 고든이 작곡한 재즈 노래이다. 이 노래의 원래의 작업 중인 제목은 "Uncomparable"였다. 음악을 출시한 회사가 고든에게 이름을 "Unforgettable"로 바꿔달라고 요청했다. 이 노래는 1951년에 출시되었다.

## 내용
이 노래의 가장 유명한 커버는 1951년에 냇 킹 콜이 녹음한 것으로, 넬슨 리들이 편곡하였다.